# Hit FM
Hit FM var en radiostation i Växjö som startade sina sändningar kl 8.00 den 4 januari 1993. Stationen riktade in sig på att spela modern musik, så kallade "hits" till en ung målgrupp mellan 20 och 40 år, deras motto och slogan var "Mer musik, mindre prat". Stationen ingick i nätverket Fria Media, där även Radio Match med liknande inriktning ingick. I början av 2006 köptes Fria Media upp av SBS-radio och Mix Megapol tog den 24 februari 2006 över Hit FM:s frekvenser. Sedan dess utgår alla sändningar nationellt. 
Hit FM har en systerstation i Växjö i drift som heter Gold 102,4 (tidigare HIT FM Gold).
Hit FM hade ett universum (maximal möjlig räckvidd) på 119 000 personer. Av dessa lyssnade 18,4% på kanalen (Källa: RUAB I/2005). Under flera år var Hit FM:s Sveriges populäraste lokalradiostation i procent.
Några välkände röster på Hit FM var Daniel Kristiansson, Benny Carlsson numera Charlie Carlsson, Conny Karlberg,  Thomas Hansen, Anna Lykke, Tina Karlsson, Anna Skanåker, Ray Matson, Mike Ohlsson och Annelie Lundin.
I samband med att Hit FM skulle fyllt 20 år den 26 januari 2013 samlande man ihop hela radiogänget. I den gamla Hit FM-studion samlades man och firade uppstarten av HIT FM och en av de första kommersiella radiostationerna i Sverige.

## Gamla frekvenser
- Växjö (centrala Växjö) 105,8
- Växjö (Växjös sydvästra omnejd) 107,5